# Sievekingsallee

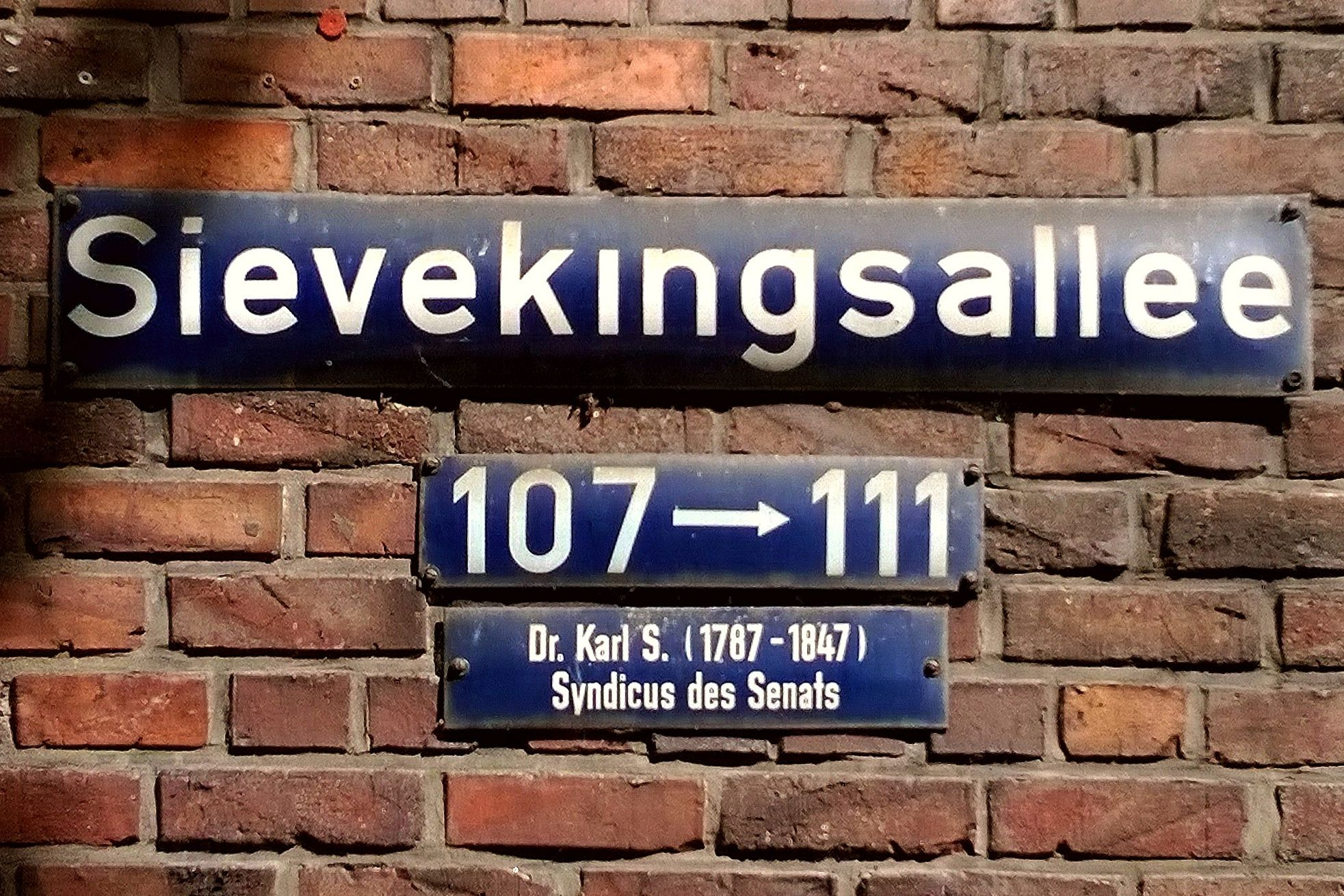
Straßenschild mit Widmung

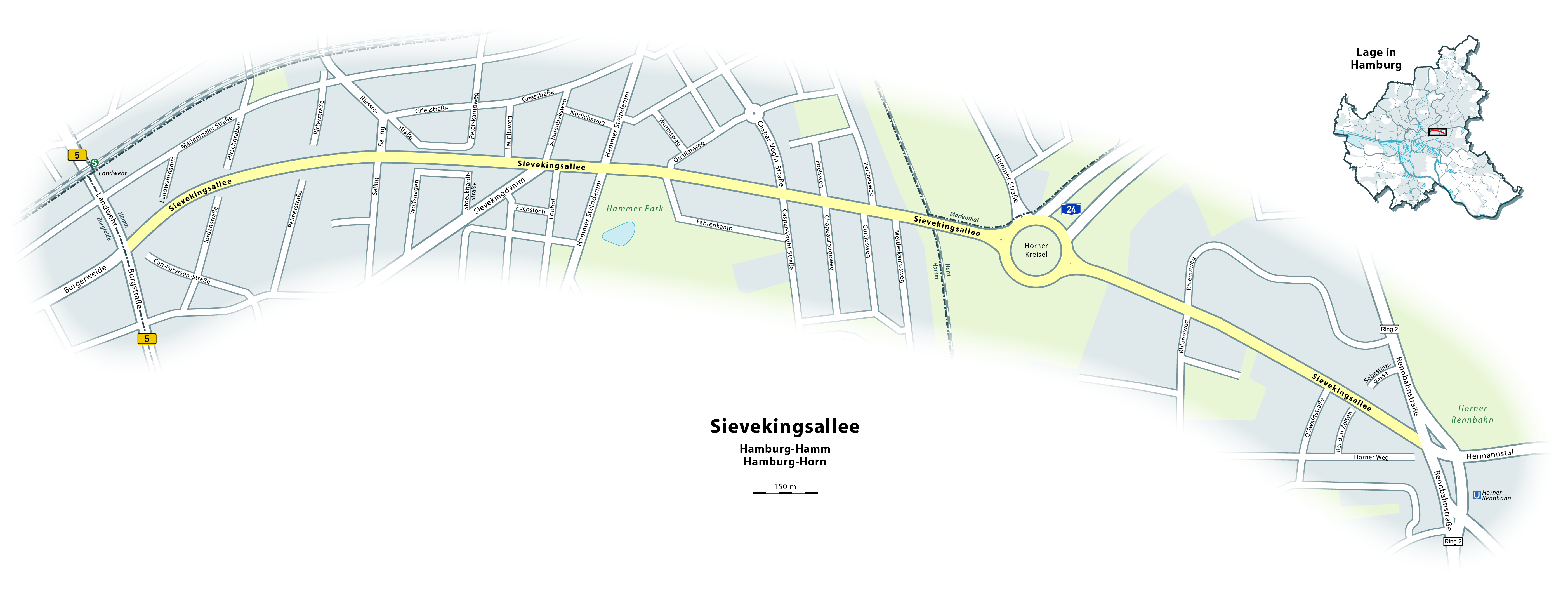
Lagekarte

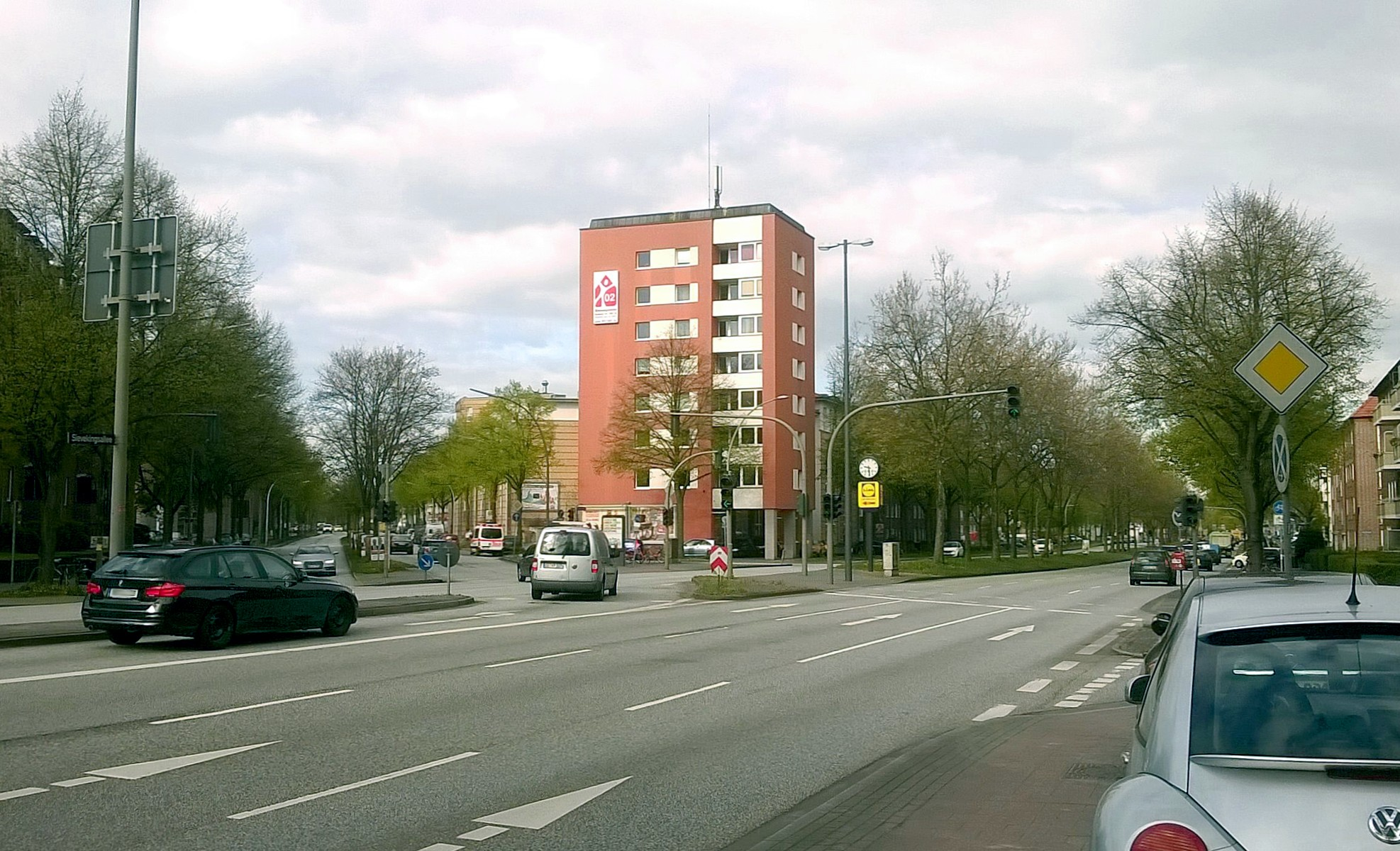
Einmündung des Sievekingdamms in die Sievekingsallee

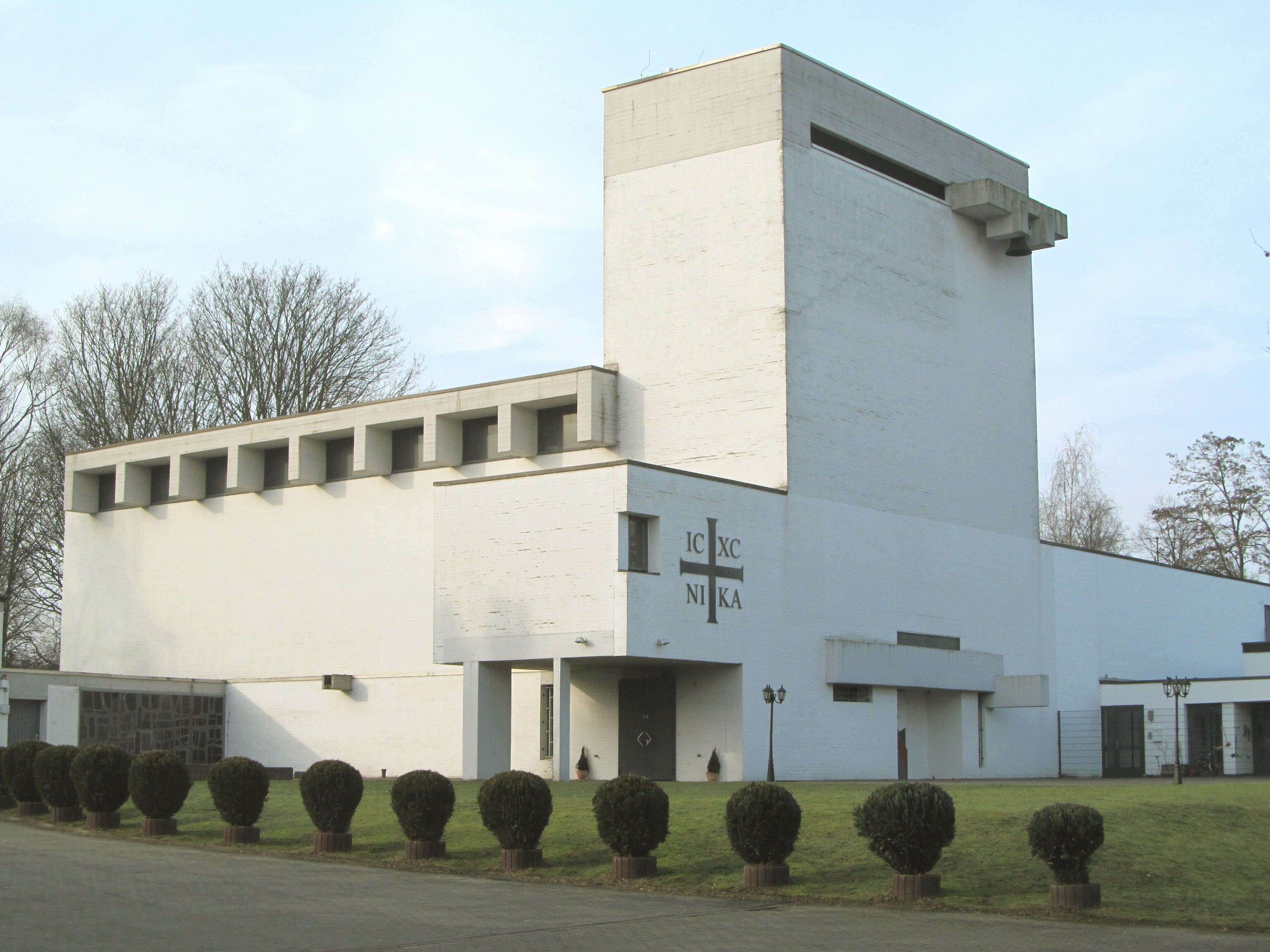
Orthodoxe Kirche des heiligen Nikolaus (ehemals Simeonkirche), Sievekingsallee 12

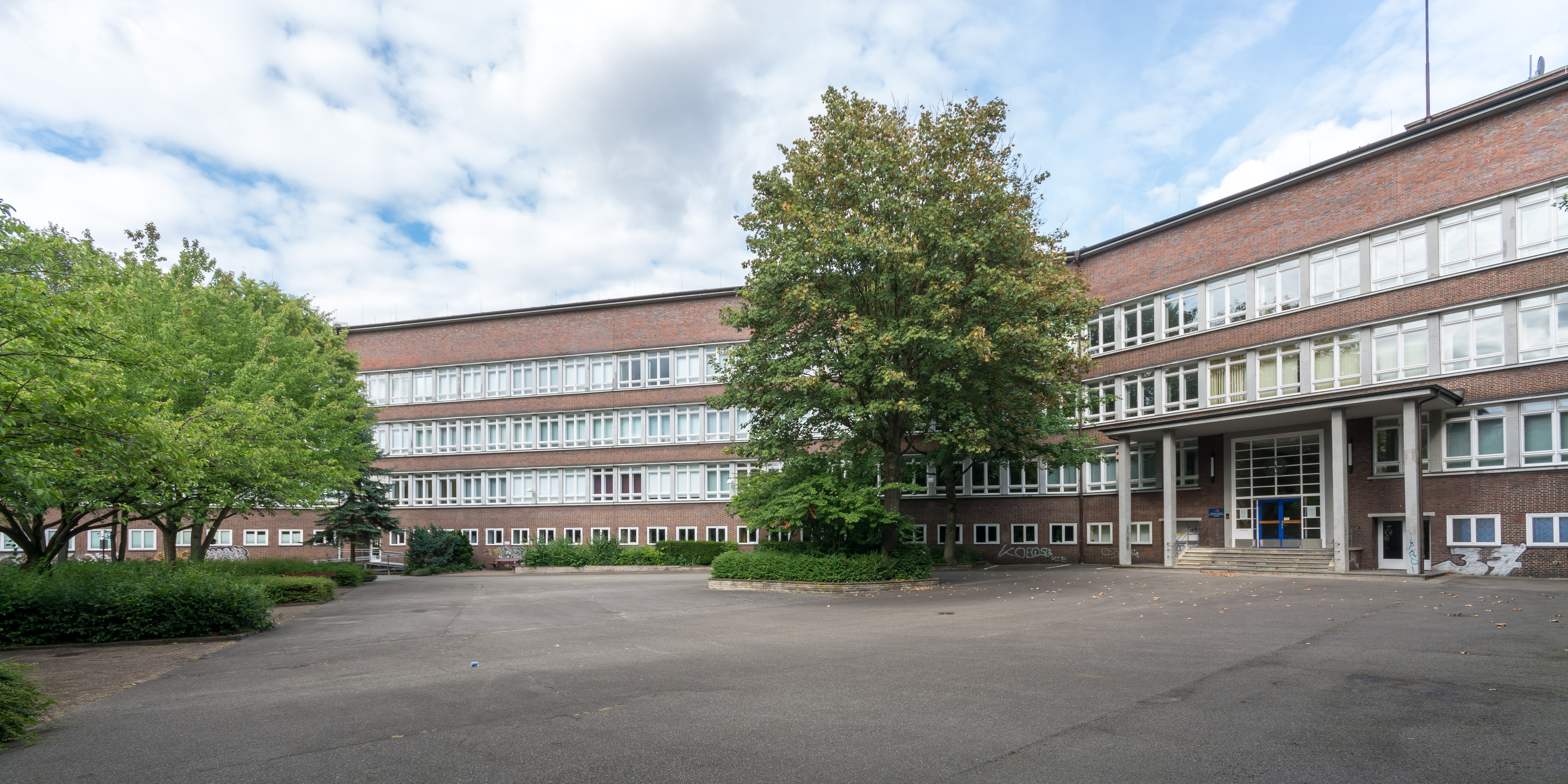
Norddeutsche Akademie für Finanzen und Steuerrecht

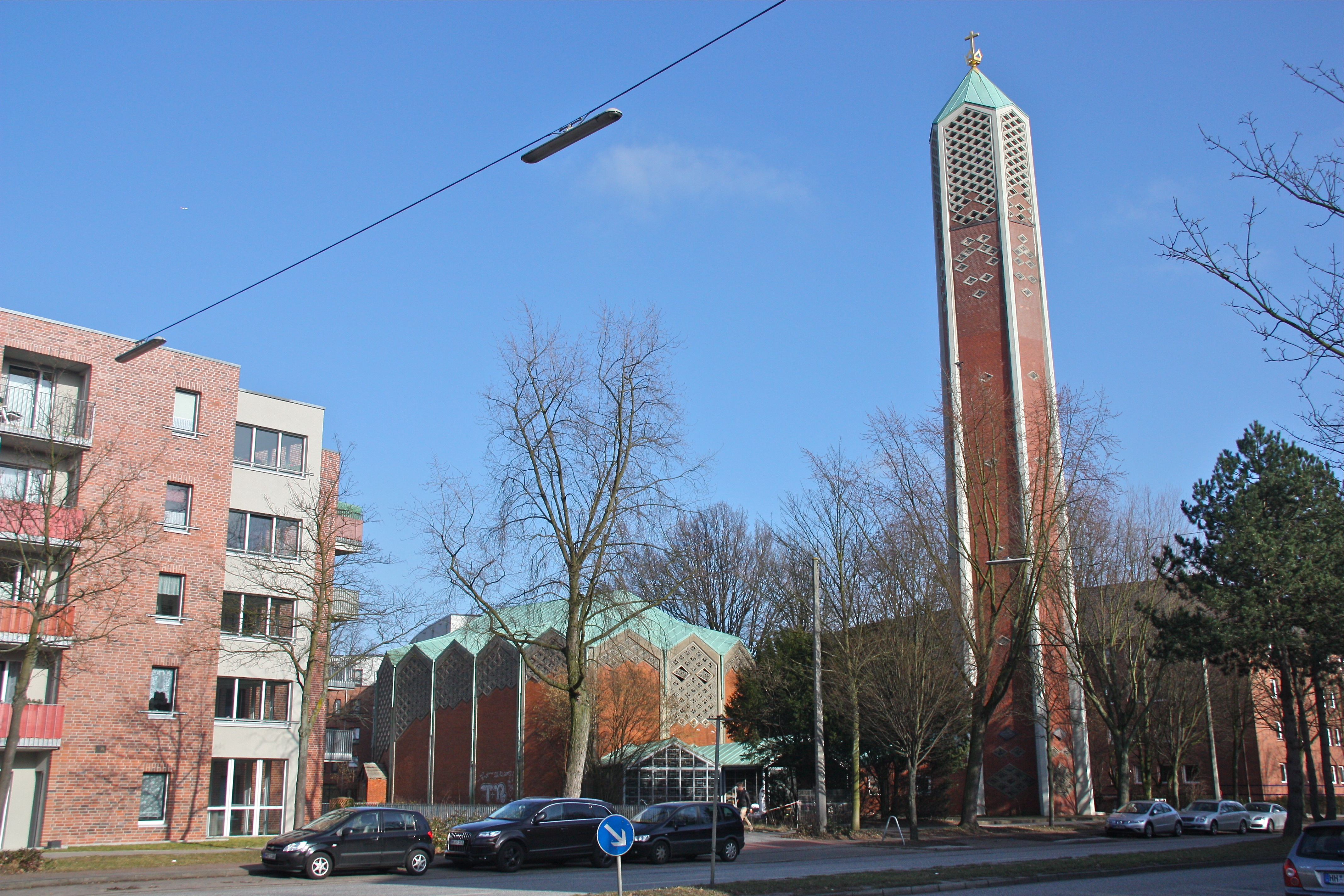
Ehemalige Kapernaumkirche in Horn, Sievekingsallee 191

Die Sievekingsallee ist eine rund 3,1 Kilometer lange Innerortsstraße im Osten von Hamburg. Ihre amtliche Schlüsselnummer ist S442. Als Hauptzubringer zur Anschlussstelle Horn („Horner Kreisel“) der Bundesautobahn 24 gehört sie zum Hauptverkehrsstraßennetz von Hamburg. Sie ist eine Haupteinfallstraße aus dem östlichen Umland ins Hamburger Stadtzentrum und zählt mit rund 51.000 Fahrzeugen pro Tag zu den meistbefahrenen Straßen in Hamburg. Benannt ist sie nach dem hamburgischen Ratssyndikus Karl Sieveking.

## Lage

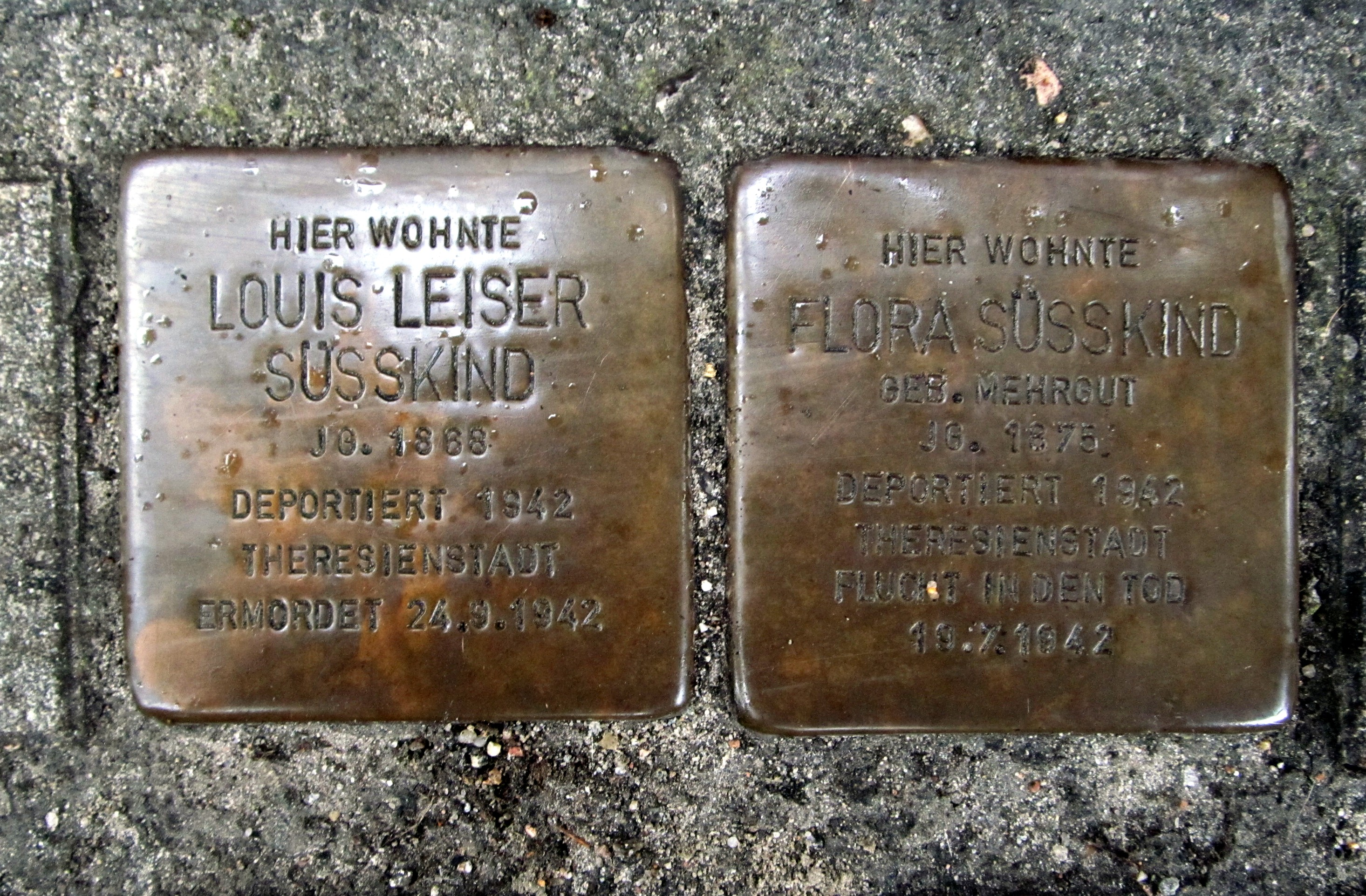
Stolpersteine vor dem Haus Sievekingsallee 39

Die Sievekingsallee verläuft etwa in west-östlicher Richtung durch die Stadtteile Hamm und Horn. Sie beginnt als Verlängerung der Bürgerweide an der Kreuzung mit den Straßen Landwehr und Burgstraße (beide B 5, Lage), kreuzt zunächst den Hammer Steindamm und die Caspar-Voght-Straße, überquert dann die Güterumgehungsbahn, wird am Horner Kreisel (Lage) unterbrochen und führt von dort weiter zur Rennbahnstraße (Ring 2, Lage). Die Sievekingsallee ist durchgehend in beiden Richtungen mindestens zweispurig, westlich des Hammer Steindamms sogar dreispurig ausgebaut und weist einen begrünten und teilweise mit Bäumen bestandenen Mittelstreifen auf.

## Geschichte
Der älteste Abschnitt (etwa zwischen Saling und Güterumgehungsbahn) wurde in den Jahren nach dem Ersten Weltkrieg angelegt, als dieser Teil der Hammer Feldmark erstmals erschlossen und bebaut wurde. Die Familie Sieveking besaß hier große Ländereien, darunter auch den heutigen Hammer Park. Als absehbar wurde, dass die Gegend städtisch besiedelt werden würde, verkaufte die Familie das Land nach jahrelangen Verhandlungen im März 1914 an die Stadt Hamburg. Ein erster Bebauungsplan aus demselben Jahr wurde 1928 revidiert, und 1930/31 wurde die Allee nach Osten bis zur Horner Rennbahn verlängert.
Das leicht abgeknickte Westende der Allee bildete damals die heutige Riesserstraße. Auf der platzartigen Erweiterung zwischen Wolfshagen und Stoeckhardtstraße war schon seit 1912 der Bau einer Tochterkirche der Hammer Dreifaltigkeits-Gemeinde vorgesehen, die aber erst nach dem Zweiten Weltkrieg in Gestalt der weiter westlich gelegenen Simeonkirche (1965/66) realisiert werden konnte. Diese befindet sich an der westlichen Verlängerung der Sievekingsallee in Richtung Landwehr/Bürgerweide, die nach Kriegsende durch den bei den Luftangriffen auf Hamburg 1943 großflächig zerstörten Stadtteil geschlagen wurde. Dabei wurden mehrere alte Wohnstraßen zweigeteilt, in Sackgassen umgewandelt und teilweise umbenannt (Jordanstraße → Hirschgraben, Ritterstraße → Palmerstraße, Stoeckhardtstraße → Peterskampweg). Die Verlängerung wurde am 2. Oktober 1964 durch den damaligen Hamburger Bausenator Rudolf Büch dem Verkehr übergeben.
Bis 1976 fuhr auf dem östlichen Abschnitt der Sievekingsallee die Hamburger Straßenbahn bis zur Horner Rennbahn. Sie ist heute durch die Buslinie 261 ersetzt.

## Bebauung, Sehenswürdigkeiten
Die Sievekingsallee ist überwiegend mit mehrstöckigen Wohnhäusern aus den 1920er bis 1950er Jahren bebaut. Lediglich zwischen Hammer Steindamm und Caspar-Voght-Straße sind beiderseits einige freistehende Einzelhäuser und Stadtvillen erhalten geblieben. Daneben finden sich vereinzelt öffentliche Repräsentativbauten:
- ehemalige Simeonkirche, erbaut 1965/66 von Friedhelm Grundmann (heute orthodoxe Kirche des heiligen Nikolaus)
- ehemaliges Fernmeldeamt Carl-Petersen-Straße, Baudenkmal aus den 1920er Jahren
- ehemaliges Kirchenpauer-Gymnasium, erbaut 1928–30 von Heinrich Bomhoff und Hermann Schöne (heute Norddeutsche Akademie für Finanzen und Steuerrecht)
- Hammer Park, ehemals Landsitz der Familie Sieveking, seit 1920 öffentlicher Park
- ehemalige Kapernaumkirche, erbaut 1958–61 von Otto Kindt (wird seit einigen Jahren als Moschee genutzt)